# Zoltán Lajos Meszlényi
Blahoslavený Zoltán Lajos Meszlényi (2. ledna 1892, Hatvan – 4. března 1951, Kistarcsa) byl maďarský katolický duchovní a mučedník, pomocný biskup arcidiecéze ostřihomské (1937-1951), umučený komunisty v koncentračním táboře Kistracsa. Blahořečen byl 31. října 2009.

## Životopis
Pocházel z tradiční katolické rodiny, vystudoval benediktinské gymnázium v Ostřihomi a později teologii v Římě. Kněžské svěcení přijal 28. října 1915. Od roku 1917 pracoval v ostřihomské kurii, v roce 1931 se stal kapitulním vikářem.
22. září 1937 byl jmenován titulárním biskupem ze Sinope a pomocným biskupem ostřihomské arcidiecéze, biskupské svěcení přijal 28. října téhož roku z rukou primase kardinála Serédiho. Za druhé světové války kritizoval nacismus a snažil se pomáhat pronásledovaným Židům.
Po nástupu komunismu v Maďarsku a propuknutí pronásledování katolické církve se stal proti vůli komunistických úřadů správcem arcidiecéze za uvězněného Józsefa Mindszentyho a byl opět zvolen kapitulním vikářem. Deset dní po zvolení byl zatčen a odvlečen do koncentračního tábora Kistracsa, kde zemřel na následky mučení. Jeho smrt byla oznámena až o tři roky později a jeho popel byl tajně pohřben v ostřihomské katedrále až v roce 1966.
Po pádu komunistického režimu v Maďarsku byl otevřen jeho kanonizační proces, 31. října 2009 byl v Ostřihomi prohlášen za blahoslaveného. Beatifikační mši svatou sloužil kardinál Erdő a samotný akt blahořečení provedl z pověření Benedikta XVI. prefekt Kongregace pro svatořečení, arcibiskup Angelo Amato.

## Odkazy

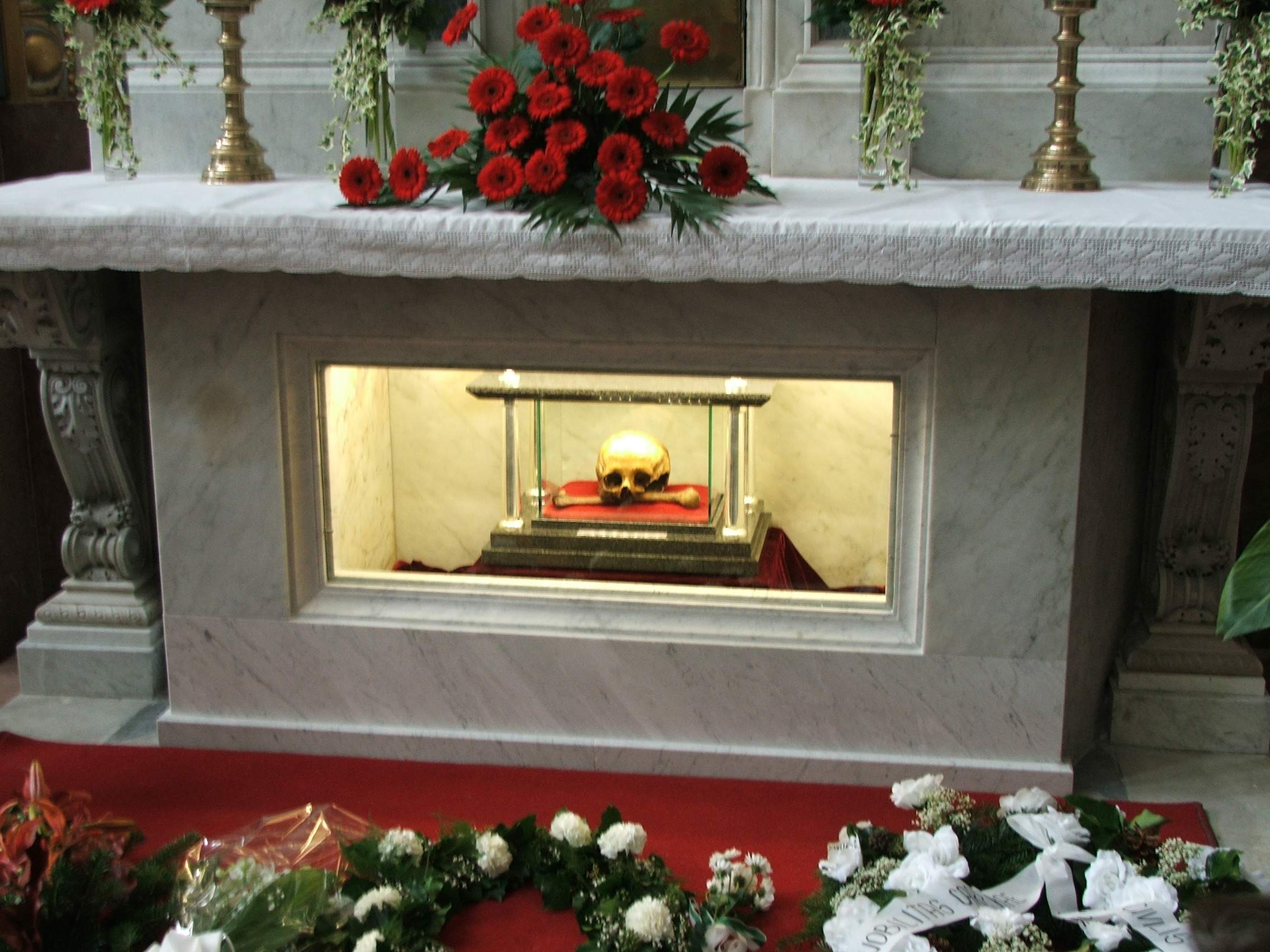
Ostatky bl. Zoltána Lajose Meszlényiho